# Services météorologiques de Maurice
Les Services météorologiques de Maurice,,, ou mauriciens, (anglais : Mauritius Meteorological Services), abrégé MMS, est l'établissement chargé de la veille météorologique au Maurice, créé en 1968. Il fait partie de l'Organisation météorologique mondiale (OMM) il fonctionne sous l'égide du ministère de la Gouvernance locale et de la Gestion des risques de catastrophes.

## Missions
Le MMS a pour mission de fournir des services météorologiques et climatiques précis et opportuns, ainsi que des alertes précoces pour les catastrophes naturelles, afin de renforcer le développement socio-économique de la république de Maurice.

## Objectifs
Les objectifs stratégiques du MMS sont : 
- Construire une nation résiliente aux intempéries
- Renforcer le réseau de stations d'observation et moderniser les opérations
- Fournir des services climatiques pour le développement socio-économique
- Renforcer les capacités humaines et institutionnelles

## Rôle
- surveiller l'évolution de la météo et du climat, y compris les phénomènes météorologiques extrêmes, dans toute la république de Maurice[10] ;
- surveiller la progression des vagues de tsunami causées principalement par une activité sismique ;
- fournir des prévisions météorologiques, des avis et des alertes pour le bien-être et la sécurité du grand public ;
- fournir des services climatiques pour le développement socio-économique durable de la république de Maurice ;
- remplir les obligations internationales de la république de Maurice en vertu des conventions de l'Organisation météorologique mondiale ;
- remplir les obligations internationales de la république de Maurice en vertu de la Convention relative à l'aviation civile internationale sur les services météorologiques pour la navigation aérienne internationale ; et
- remplir d'autres obligations régionales et internationales liées à la météo ou au climat qui peuvent être nécessaires.